# Julio César Salazar
Julio César Salazar Enríquez (né le 8 juillet 1993 à Chihuahua) est un athlète mexicain, spécialiste de la marche.

## Biographie
Il participe aux Championnats du monde 2015 à Pékin et aux Jeux panaméricains 2015 à Toronto où il termine 4e.
Ses records personnels sont de :
- 20 km : 1 h 20 min 24	à Podébrady le 9 avril 2016
- 50 km : 3 h 52 min 30	à Dudince le 25 mars 2017